# Pangermanisme

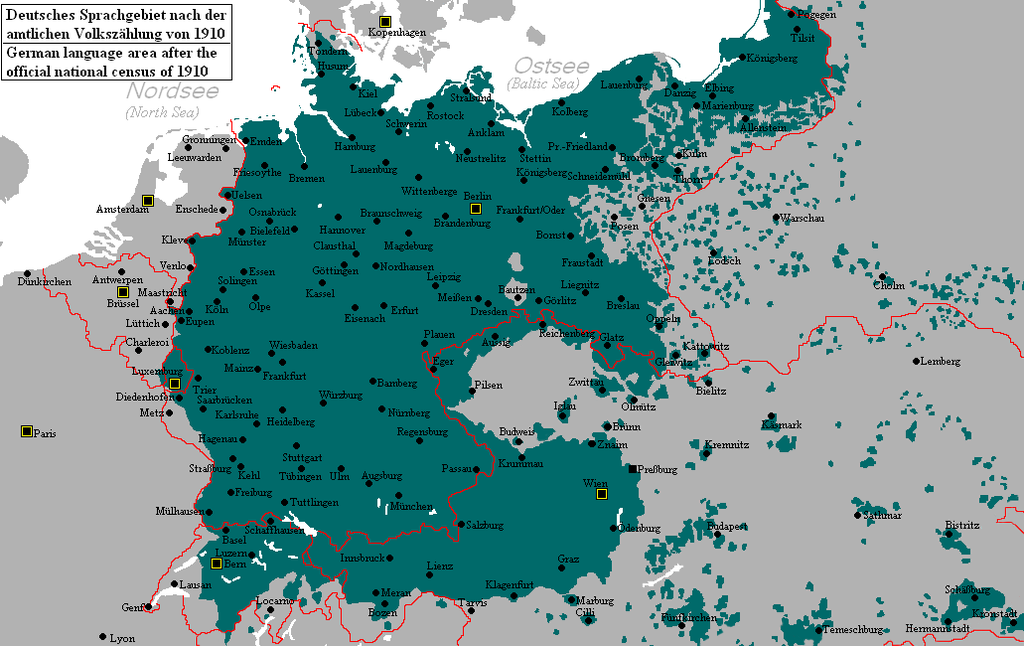
Atles dels parlants de llengua alemanya segons el cens del 1910.

El Pangermanisme (del grec pān-, tot, i Germania) és un moviment ideològic i polític partidari de la unificació de tots els pobles d'origen alemany en la Grossdeutschland (Gran Alemanya). Els seus orígens es troben en el concepte de predestinació d'Alemanya com rectora del món. Amb el suport per la política econòmica proteccionista de Friedrich List, es va impregnar amb Joseph-Arthur Gobineau d'un matís racista, que va ser heretat pel nazisme d'Adolf Hitler.